# Polhems slussled

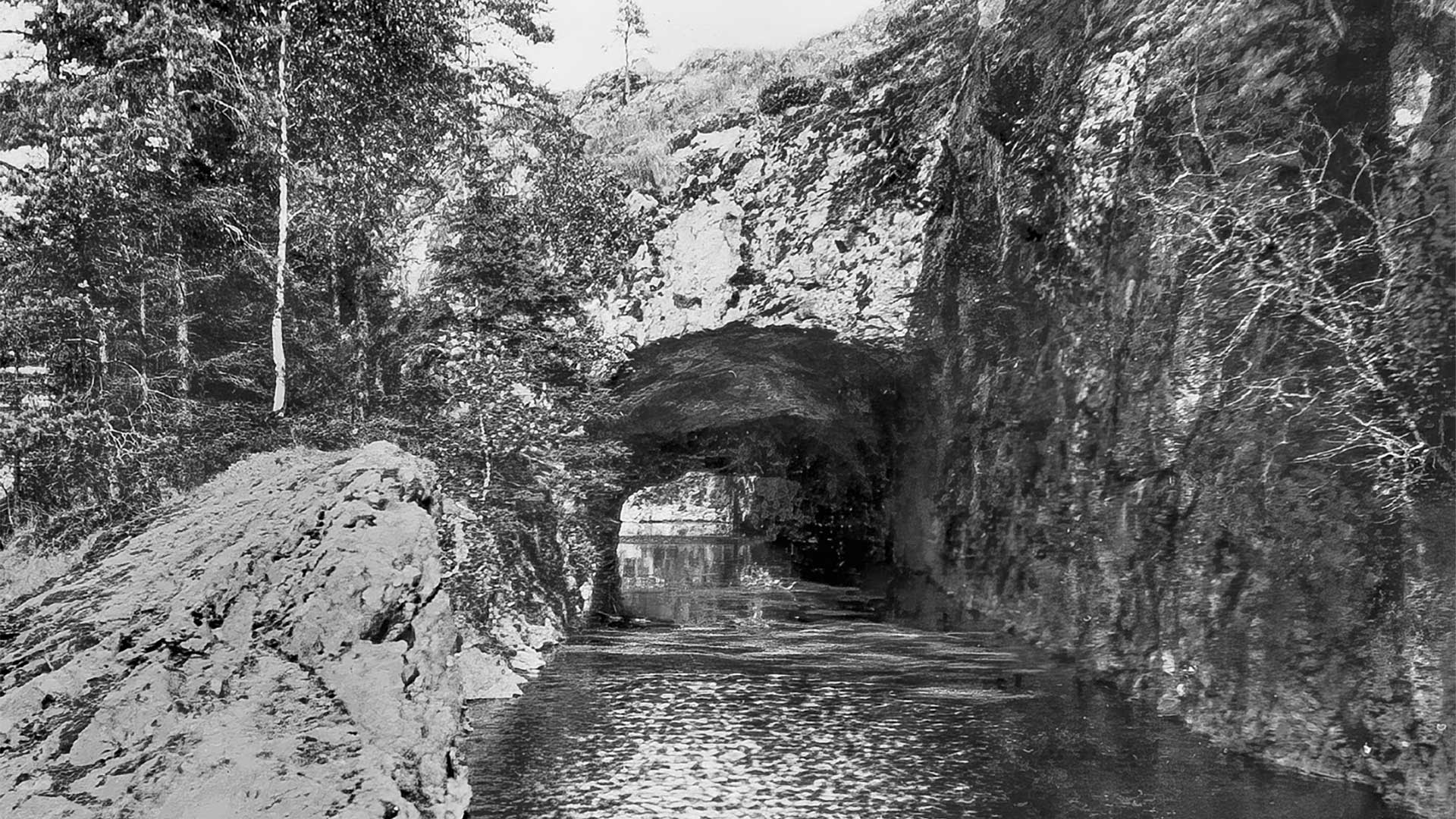
Den nedersta slussen, Elvius sluss, 1913. Foto: Hugo Hallgren

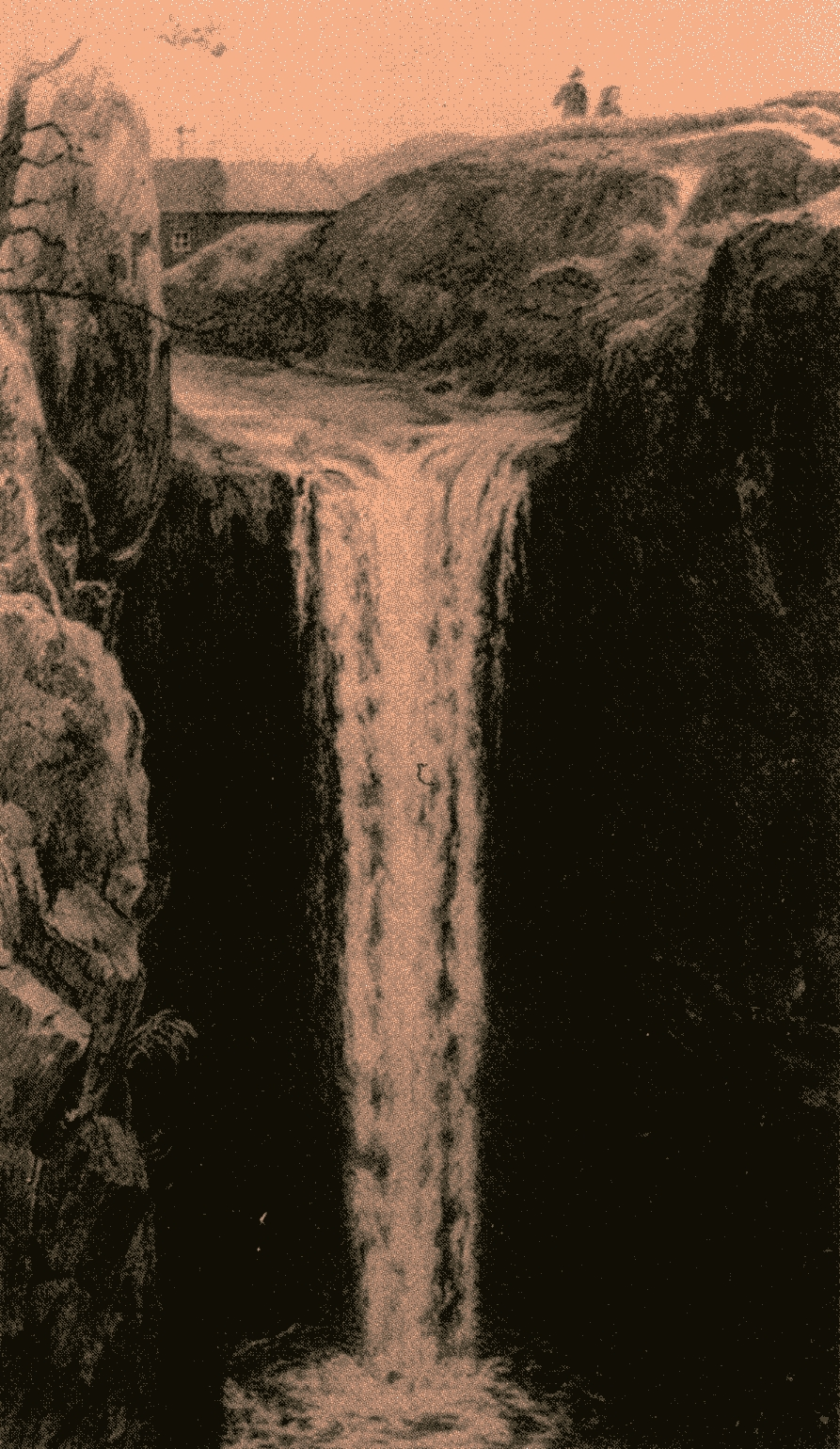
Den mellersta slussen, Polhems sluss, på 1850-talet.

Polhems slussled i Trollhättan var ett försök att göra Göta älv farbar från havet till Vänern.

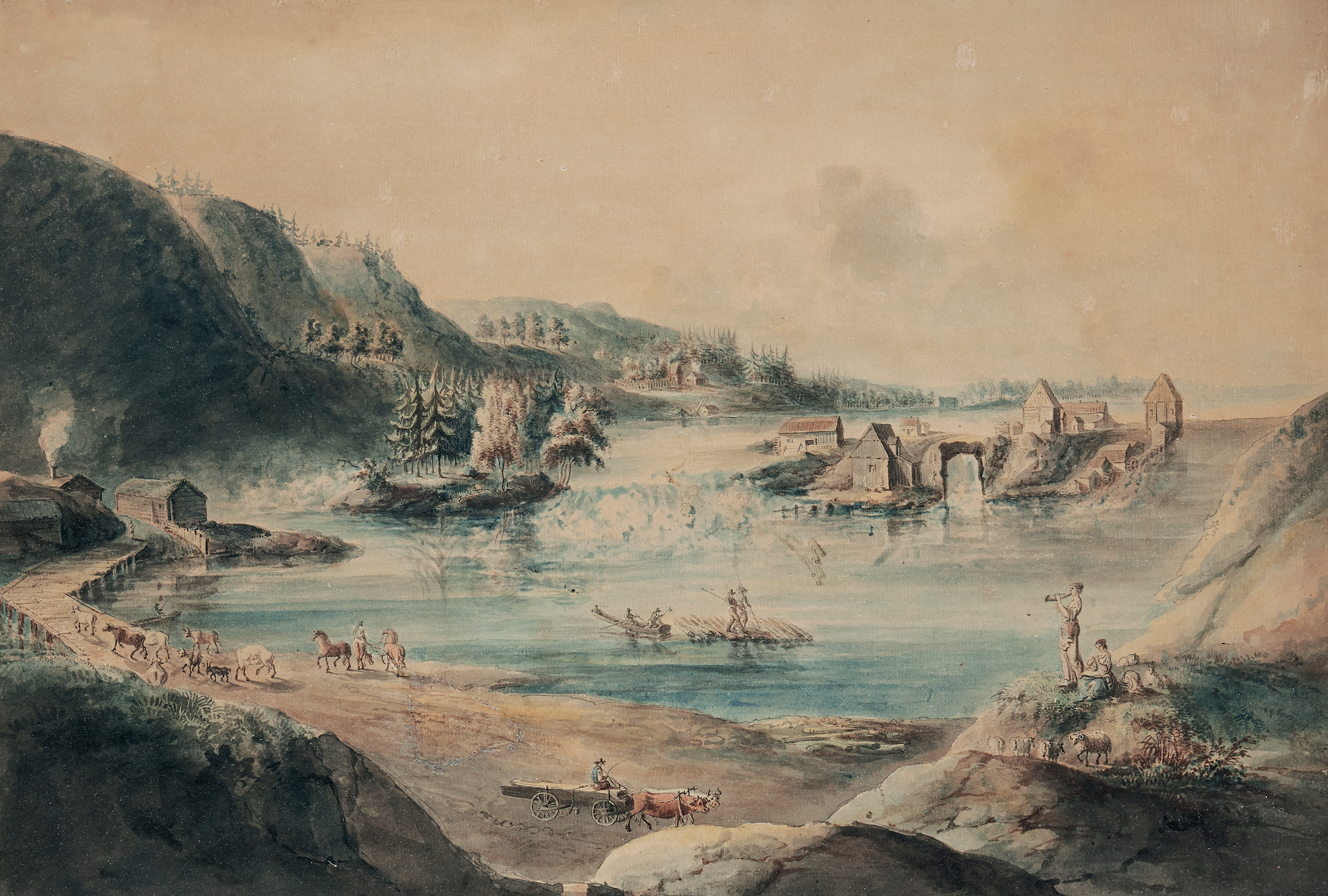
Nolströms och Gullö Fall samt Ekeblads Sluss = vid Trollhättan, akvarell troligen från ca 1790 av Johan Fredrik Martin.

Lilla Edets sluss, som skulle övervinna Lilla Edets vattenfall, hade invigts redan 1607, men behoven att göra vattenleden farbar var större. Ledaren för 1700-talsprojektet, Christopher Polhem (1661–1751), hade ritat två slussleder, en vid Brinkebergskulle i nuvarande Vänersborgs kommun och en förbi de 30 meter höga Trollhättefallen. Slussarna var tänkta att placeras i själva fallsträckan genom att tre mycket djupa slussar sprängdes ur berget, och älven dämdes upp på två ställen. 
Brinkebergskulle sluss var färdig 1752. År 1747 startades arbetet i Trollhättan. Resterna av den översta slussen, Ekeblads sluss, kan beskådas vid nuvarande Strömkarlsbron. Denna sluss invigdes 1754 av kung Adolf Fredrik och drottning Lovisa Ulrika, som är de enda som någonsin slussats genom denna sluss. De fördämningar som gjorts för slussen blev katastrofala för de sågar och kvarnar som låg norr om slussen.
Den mellersta slussen, Polhems sluss, var färdigbyggd 1753. Den hade inga slussportar och blev därför aldrig använd. Denna 15,4 meter djupa sluss är belägen vid Hojums vattenkraftverk och jättegrytan Kungsgrottan.
Den tredje slussen, Elvius sluss, var färdigsprängd 1755. En olycka inträffade samma år, när mängder av plankor vid en såg uppströms slets loss och förde med sig ett fundament till den damm som byggdes ovanför slussen. Nio arbetare miste vid olyckan sina liv. De ansvariga skyllde på varandra och projektet lades ned. Christopher Polhem hade avlidit fyra år tidigare och slapp därmed uppleva nederlaget. Resterna av denna sluss finns söder om Flottbergsbron.
Planerna på att besegra hindren vid Trollhättefallen övergavs dock inte, och år 1800 kunde Trollhätte kanal invigas med den nydragna 1800 års slussled förbi Trollhättan med nya slussar längre söderut. 

## Se också
- 1800 års slussled
- 1844 års slussled
- 1916 års slussled